# Led Zeppelin United Kingdom Tour Winter 1971
Led Zeppelin United Kingdom Tour Winter 1971 var en konsertturné med det brittiska hårdrocksbandet Led Zeppelin i England och Skottland 1971. Turnén bekräftade bandets popularitet i hemlandet, framför allt har den fjärde skivan, Led Zeppelin IV, slagit igenom i England. Biljetter såldes slut och nya konserter fick läggas till turnéprogrammet. Under den här turnén började bandmedlemmarna använda sina symboler.

## Låtlista
En ganska typisk låtlista med viss variation är följande:
1. "Immigrant Song" (Page, Plant)
2. "Heartbreaker" (Bonham, Page, Plant)
3. "Out On the Tiles" (Intro) (Page, Plant, Bonham)/"Black Dog" (Page, Plant, Jones)
4. "Since I've Been Loving You" (Page, Plant, Jones)
5. "Rock and Roll" (Page, Plant, Jones, Bonham)
6. "Stairway to Heaven" (Page, Plant)
7. "Going to California" (Page, Plant)
8. "That's the Way" (Page, Plant)
9. "Tangerine" (Page)
10. "Bron-Y-Aur Stomp" (Page, Plant, Jones)
11. "Celebration Day" (Jones, Page, Plant)
12. "Dazed and Confused" (Page)
13. "What Is and What Should Never Be" (Page, Plant)
14. "Moby Dick" (Bonham)
15. "Whole Lotta Love" (Bonham, Dixon, Jones, Page, Plant)

Extranummer
- "Thank You" (Page, Plant)
- "Communication Breakdown" (Bonham, Jones, Page)

## Turnédatum
- 11/11/1971  City Hall - Newcastle upon Tyne
- 12/11/1971  Locarno Ballroom - Sunderland
- 13/11/1971  Caird Hall - Dundee
- 16/11/1971  St. Mathew's Baths - Ipswich
- 17/11/1971  Kinetic Circus - Birmingham
- 18/11/1971  Sheffield University, Sheffield
- 20/11/1971  Empire Pool - London ('Electric Magic' show)
- 21/11/1971  Empire Pool - London ('Electric Magic' show)
- 23/11/1971  Preston Public Hall - Preston
- 24/11/1971  Free Trade Hall - Manchester
- 25/11/1971  Leicester University - Leicester
- 29/11/1971  Liverpool Stadium - Liverpool
- 30/11/1971  Kings Hall, Belle Vue - Manchester
- 02/12/1971  Royal Ballroom - Bournemouth
- 15/12/1971  City Hall - Salisbury